# Gyula Kabos
Dans le nom hongrois Kabos Gyula, le nom de famille précède le prénom, mais cet article utilise l’ordre habituel en français Gyula Kabos, où le prénom précède le nom.
Gyula Kabos (né Gyula Kann le 19 mars 1887 à Budapest – mort le 6 octobre 1941 à New York) est un acteur hongrois, célèbre pour ses rôles dans des comédies des années 1930.

## Filmographie
- 1935 : Miss President (Elnökkisasszony) d'Andrew Marton